# Висмутид трилития
Висмутид трилития — бинарное неорганическое соединение
лития и висмута с формулой Li3Bi,
чёрные кристаллы,
самовоспламеняется на воздухе.

## Получение
- Синтез из чистых веществ в запаянном железном тигле:

{\displaystyle {\mathsf {3Li+Bi\ {\xrightarrow {1145^{o}C}}\ Li_{3}Bi}}}

## Физические свойства
Висмутид трилития образует чёрные кристаллы
кубической сингонии,
пространственная группа F m3m,
параметры ячейки a = 0,6722 нм, Z = 4,
структура типа трифторида висмута BiF3
.
Соединение конгруэнтно плавится при 1145°С .